# Liebe am Fjord – Sommersturm
Sommersturm ist ein deutscher Fernsehfilm von Matthias Tiefenbacher aus dem Jahr 2010. Es handelt sich um die zweite Episode der ARD-Filmreihe Liebe am Fjord, wobei die einzelnen Filme verbindet, dass sie vor der Kulisse norwegischer Fjorde angesiedelt sind und romantische Melodramen zum Inhalt haben. Susanna Simon spielt Karen Lund, eine Frau, die sich zwischen ihrer ersten großen Liebe Rune Vigeland, verkörpert von Harald Schrott, und dem von Martin Feifel gespielten Nachbarn Lars Petersen entscheiden muss.
Auf der Seite Das Erste ist die Rede von einem sensiblen, glänzend besetzten Drama, bei dem „Norwegens Fjorde und die malerische Küste beeindruckende Schauplätze für eine bewegende Liebesgeschichte“ liefern würden. Der, wie schon der erste Film der Reihe, von Tiefenbacher inszenierte Film beruht wiederum auf einem Drehbuch der isländischen Autorin Maria Solrun, das sie gemeinsam mit dem Berliner Jörg Tensing verfasste.

## Handlung
Die Steuerberaterin Karen Lund trifft auf einem Schiff zufällig ihre Jugendliebe Rune Vigeland, inzwischen Investmentbanker, wieder. Urplötzlich sind die alten Gefühle wieder da und Rune scheint es nicht anders zu gehen, denn er bittet Karen um ein Treffen, das sie ihm auch gern zusagt. Sie verbringen ein, wie Karen findet, wunderbares Wochenende miteinander. Dann meldet sich Rune jedoch erst verspätet wieder und hat eine Überraschung parat. Er hat von seinem Onkel einen alten Hof geerbt, den er bewirtschaften möchte, da er seinen Beruf und das Stadtleben schon lange satt habe, würde aber davon Abstand nehmen, wenn Karen ein solches Leben nicht möchte, da er sie nie wieder verlieren wolle, wie er ihr versichert. 
So beziehen beide den abseits gelegenen Bauernhof, um dort den gemeinsamen Traum einer Pferdezucht zu verwirklichen. Alles lässt sich gut an, bis Rune bei Arbeiten am Haus vom Dach stürzt. Im Krankenhaus muss man ihn erst einmal in ein künstliches Koma versetzen, seine Halswirbel sind verletzt. Karen muss nun sehen, wie sie allein mit der für sie völlig ungewohnten Arbeit in Haus und Hof und mit den Tieren zurechtkommt. Zu all der Arbeit kommt auch noch der Ärger hinzu, den Karen mit dem Hofnachbarn Lars Petersen hat, der Rune unbedingt den Hof hat abkaufen wollen und mit den Dorfbewohnern, die Karen anfangs nicht gerade freundlich gegenübertreten. Das alles behält sie jedoch für sich, um Rune, der inzwischen aus dem Koma erwacht ist, nicht zu beunruhigen, was sich negativ auf seinen Gesundheitszustand auswirken könnte. Das Blatt wendet sich, als Lars ihr das ausgebüxte Fohlen Thore zurückbringt und es zwischen ihm und Karen zu knistern beginnt.
Da Rune vorerst im Rollstuhl sitzen muss und ungewiss ist, ob er wieder vollständig gesund wird, bleibt der Großteil der Arbeit auch nach seiner Rückkehr aus dem Krankenhaus an Karen hängen. Erschwerend kommt hinzu, dass Rune misstrauisch jeden Schritt Karens beobachtet und oft sehr unwirsch reagiert und mit seiner Situation hadert. Es kommt jedoch noch schlimmer, Rune erklärt Karen, dass er nichts mehr für sie empfinde und seine Idee mit dem Hof eine Schnapsidee gewesen sei. Sozusagen als Entschädigung für ihren Einsatz will er Karen den Hof überschreiben. Hintergrund ist, dass er glaubt, Lars wäre für Karen die bessere Wahl. Karen fühlt sich vor den Kopf gestoßen und reagiert erst einmal hilflos. Dann jedoch trifft sie eine Entscheidung und erteilt Lars, der sich eine Zukunft mit ihr vorstellen könnte, eine Absage. Zwar sei ihr eine Zeitlang nicht ganz klar gewesen, ob und was sie für ihn empfinde, aber ihr sei klar geworden, dass sie zu Rune gehöre. Mit ihm zusammen habe sie den Hof führen wollen, es sei Runes und ihr gemeinsamer Traum gewesen, den könne sie nun nicht mit ihm verwirklichen. 
Nachdem Karen schon auf der Rückfahrt nach Oslo ist, fällt ihr Blick abermals – wie schon bei ihrer Ankunft – auf ein altes Ehepaar, das sehr zärtlich miteinander umgeht. Das bewegt sie dazu, umzukehren zum Hof am Fjord, der ihr eine Heimat geworden ist. Sie erklärt Rune, dass er ihr Prinz auf dem weißen Pferd sei, von dem Mädchen immer träumen würden. Rune gibt zu, dass es ihm leid tue, dass er ihr so wehgetan habe und sie natürlich nach wie vor seine große Liebe sei. „Mach so etwas nie wieder“, meint Karen, sich an ihn schmiegend.

## Produktionsnotizen

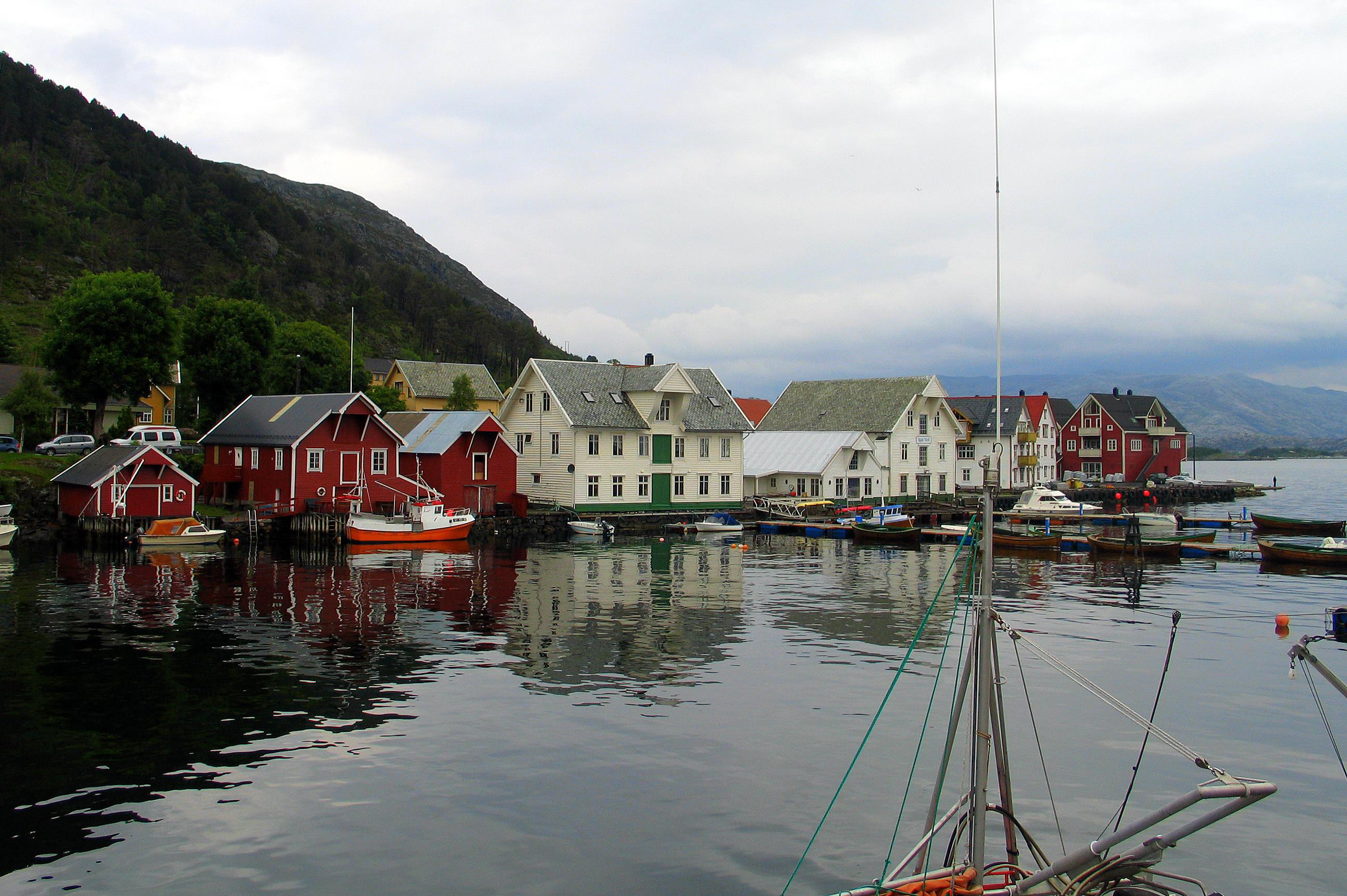
Kalvåg, einer der Drehorte

Für Sommersturm wurde vom 17. Mai bis zum 14. August 2009 an Schauplätzen in Norwegen gedreht, so beispielsweise in Kalvåg. Es handelt sich um einen von der Letterbox Filmproduktion GmbH, Studio Hamburg Produktion erstellten Film. Die Aufnahmeleitung hatte Kathrin Schultz inne, die Produktionsleitung lag bei Hartmut Damberg und die Herstellungsleitung bei Sibylle Maddauss. Stefan Kruppa (ARD Degeto) leitete die Redaktion.

## Rezeption

### Veröffentlichung, Einschaltquote
Die Erstausstrahlung des Films fand am Freitag, dem 16. April 2010, im Programm der ARD Das Erste statt und wurde von 4,75 Mio. Zuschauern eingeschaltet bei einem Marktanteil von 15,6 Prozent.
Der Film wurde am 28. Oktober 2011 zusammen mit der ersten Folge Der Gesang des Windes von der Edel Germany GmbH auf DVD herausgegeben.

### Kritik
Die Kritiker der Fernsehzeitschrift TV Spielfilm bezeichneten den Film als „TV-Schmonzette“ und gaben ihm die schlechteste Wertung, indem sie mit dem Daumen nach unten zeigten und meinten, im Laufe des Films überkomme einen selbst „eine unstillbare Sehnsucht – nach der Fernbedienung“. Das Fazit lautete dann auch: „Wir wünschen uns fort an einen anderen Fjord.“
Rainer Tittelbach von tittelbach.tv gab dem Film drei von sechs möglichen Sternen und schrieb: „Liebe, Pioniergeist und norwegische Landschaften sind der Stoff, aus dem dieses konzentrierte Melodram nach Fernsehart geschnitzt ist, das ästhetisch besser ist als viele der muffigen ‚Eine Frau geht ihren Weg‘-Schmonzetten freitags in der ARD.“ Susanna Simon und Harald Schrott seien zwei, „denen man ihren Neuanfang“ glaube. „Ein paar gezielte Blicke und die Liebe“ stehe „blitzschnell im Raum. Auch die Reduktion der Handlung auf ein, zwei Bewährungsproben  und die Einheit von Raum und Zeit“ sei „ein dramaturgisches kluges Konzept“. Außerdem „könne so die Landschaft besser ihre Wirkung entfalten – auch wenn die visuelle Konzeption des Auftaktfilms ‚Der Gesang des Windes‘ noch eine Spur zwingender gewesen“ sei. Die Fotografie neige „doch gelegentlich zu Postkartenansichten“ mit ihren „Plateau-Ansichten auf die Fjorde und dem bei Sonne betörenden Licht“.
Auf der Seite Kino.de nahm sich der Kritiker Tilmann P. Gangloff des Films an und bemerkte, dass die Titel der neuen ARD-Freitagsreihe ohne Frage „sehr poetisch“ seien, „aber ohne jeden Bezug zur Geschichte“. Das gelte auch für das zweite Werk mit dem Titel ‚Sommersturm‘, der „allenfalls metaphorisch zu verstehen“ sei. Die „Parallele zur ersten Geschichte“ sei „offenkundig: Wie schon in ‚Gesang des Windes‘ wird eine Beziehung durch einen Schicksalsschlag auf die Probe gestellt“. ‚Sommersturm‘ lebe „allerdings dank der Arbeit auf dem direkt am Meer gelegenen Hof noch stärker von der zerklüfteten Landschaft“. Das Drehbuch „ergänze die Handlung zudem immer wieder durch originelle Details, die den Figuren Tiefe verleihen“ würden.
Der Kritiker Marco Croner von Quotenmeter.de bescheinigte dem Film einen Ausschlag von nur 29 Prozent und war der Ansicht, dass der zweite Teil der neuen Reihe ‚Liebe am Fjord‘ „nicht im geringsten mit dem Vorgänger konkurrieren“ könne, obwohl „derselbe Produktionsstab des akzeptablen ‚Gesang des Windes‘ für seine Entwicklung verantwortlich“ zeichne. Die „durchaus ansehnlichen Leistungen der Hauptdarsteller“ würden „durch vollkommen stümperhafte Dialoge, dilettantische Schnitte und die schlicht mangelhafte Story überschattet“. Susanna Simon und Harald Schrott, die „in der Vergangenheit ihr Talent bewiesen“ hätten, „ein gutes Drehbuch vorausgesetzt“, hätten sich mit diesem Film „keinen Gefallen getan“. Das Fazit lautete: „Ein krasser Rückschritt gegenüber Teil eins, der zweifellos mit reinem Gewissen versäumt werden darf.“
Der Filmdienst tat den Film mit den Worten ab: „Kitschiges (Fernseh-)Liebesdrama vor betont malerischer Kulisse. – Ab 14.“